# كبريتات الفاناديوم الثلاثي
كبريتات الفاناديوم الثلاثي هو مركب كيميائي لاعضوي صيغته V2(SO4)3، ويوجد على هيئة مسحوق بلوري أصفر.

## التحضير
يحضر المركب من تفاعل أكسيد الفاناديوم الخماسي مع الكبريت وحمض الكبريتيك:
{\displaystyle \mathrm {V_{2}O_{5}+S+3\ H_{2}SO_{4}\longrightarrow V_{2}(SO_{4})_{3}+SO_{2}+3\ H_{2}O} }

## الخواص
يوجد المركب في الشروط القياسية على هيئة مسحوق بلوري أصفر، وهو جيد الانحلال في الماء. يؤدي تسخينه إلى درجات حرارة تتجاوز 400 °س إلى تفككه إلى كبريتات الفاناديل VOSO4 وثنائي أكسيد الكبريت.

## الاستخدامات
يدخل كبريتات الفاناديوم الثلاثي في تركيب بطارية الفاناديوم.